# Астете Родригес, Эстер Элизабет
Эстер Элизабет Астете Родригес (исп. Esther Elizabeth Astete Rodríguez; 30 марта 1952) — перуанский государственный деятель, дипломат. Министр иностранных дел Перу (18 ноября 2020 — 14 февраля 2021).

## Биография
Дипломированный специалист по международным отношениям. 
С 1975 года — на дипломатической службе Перу, работала послом Перу в Мексике, Эквадоре, Швейцарии и Лихтенштейне (2005-2009). С 2004 года была постоянным представителем Перу при Организации Объединенных Наций в Женеве и постоянным представителем страны в международных организациях, базирующихся в Женеве. Была представителем Перу в Организации американских государств.
В 2009 году — заместитель министра иностранных дел Перу по экономическим вопросам. Участница Программы ООН по окружающей среде (UNEP) и Программа ООН по населённым пунктам|Программы ООН по населённым пунктам (UN-HABITAT).
С 18 ноября 2020 по 14 февраля 2021 года занимала кресло министра иностранных дел при президенте Франциско Сагасти. Стала пятой женщиной, занявшей этот пост. 15 февраля 2021 года объявила об своей отставке из-за вакцинации от COVID-19 вне очереди.

## Награды
- Командор Национального ордена Заслуг
- Большой крест Национального ордена Заслуг